# TV4-huset
TV4-huset (fastigheten Bremen 1), av fastighetsägaren även kallad Mediahuset, är en byggnad vid Tegeluddsvägen 3-5 på Gärdet i Stockholm. Huset var ursprungligen lagerdelen till Philipshuset och inhyser sedan 1996 lokaler för TV4 Media.

## Byggnaden
Huset uppfördes 1962–1964 tillsammans med intilliggande kontorshöghuset för Svenska Philips efter ritningar av arkitekt Bo Möller vid Siab:s (Svenska Industribyggen AB) arkitektkontor. Byggnaden fungerade som lager för Philips, vars huvudkontor låg i kontorshöghuset, det så kallade Philipshuset. Byggentreprenör var Siab.

## TV4
När TV4 startade sin verksamhet hyrde man en fastighet i Storängsbotten med adress Storängskroken 10. Efter att ha fått licens för sändning i marknätet växte verksamheten och fick inte längre plats i den tidigare fastigheten.
För att lösa detta lät man AP Fastigheter köpa fastigheten Bremen 1 av Philips för att bygga om den till TV-hus. I samband med detta målades fasaden röd. Arkitektbyrå för ombyggnaden var Forsell och Wahllöf Arkitektkontor. Ombyggnaden belönades med ROT-priset år 1996.
Sändningarna flyttade i maj 1996. Den stora studion i TV4-huset, Studio 1, användes under det första decenniet för flera olika program. I april 2007 tog TV4-nyheterna och Nyhetsmorgon över Studio 1. När hyreskontraktet var på väg att ta slut under 2016 undersökte TV4 andra lokaler. De valde dock att stanna kvar i huset och tecknade ett hyreskontrakt med Vasakronan som gällde fram till år 2027.
I november 2024 meddelade TV4 att man tecknat avtal med Castellum om att flytta in i fastigheten Rotterdam 1, belägen i Värtahamnen 600 meter från det dåvarande TV4-huset. Flytten planerades då genomföras under hösten 2026.

## Andra hyresgäster
Samtidigt med TV4 flyttade även Filmnet in och därefter hade både Canal Digital och Canal+/C More sina svenska kontor i TV4-huset. De delade lokaler fram till 2008 när Canal Digital flyttade till nya lokaler inom TV4-huset.
År 2007 utkontrakterade C More sin utsändning till Ericsson och år 2009 gjordes TV4 samma sak. Därmed var Ericsson Broadcast and Media Services (EBMS) verksamt i fastigheten. EBMS heter Red Bee Media sedan 2017.